# Assembleia de Deus Ministério Fama
A Assembleia de Deus Ministério Fama é uma igreja associada a Convenção Nacional das Assembleias de Deus Ministério de Madureira, fundada em Goiânia, Goiás, em 1949. 
O nome se dá pelo setor da cidade onde situa-se a sede da igreja. 
A Igreja está presente em várias cidades do estado de Goiás. Também está presente nas cidades paulistas de Barretos, Colômbia e Guaíra, em Bom Jesus, no estado do Piauí e em outros países como Moçambique, Espanha, Inglaterra e Bélgica. Além disso possui uma emissora de rádio na web.
Na madrugada do dia 8 de novembro de 2020, faleceu o líder da igreja, o então bispo Abigail Carlos de Almeida, em decorrência da covid-19. Almeida já havia sofrendo de complicações médicas nós últimos anos devida sua tenra idade, como uma forte hérnia de disco, e havia feito algumas cirurgias.  

## Doutrina
Entre as doutrinas, a igreja declara: a doutrina da Trindade; da Inerrância bíblica; Nascimento virginal de Jesus; a segunda vinda de Cristo de forma prémilenista; na continuidade dos dons; no Juízo Final e no castigo eterno aos infiéis.

## História
A Assembleia de Deus Ministério Fama é uma Instituição de confissão religiosa com atuação voltada para todo o território brasileiro e exterior, com sede própria em Goiânia, na Rua Florianópolis, 220 – Vila Paraíso (Fama). Conta com 244 templos em Goiânia e cidades adjacentes.
A igreja teve início em 1949, na Vila Operária, rua 33, como congregação da única Igreja do Ministério Madureira em Goiás, pastoreada na época pelo servo de Deus o pastor Antônio Inácio de Freitas, com sede na Rua 55, centro de Goiânia. A antiga Igreja foi pastoreada pelos abnegados: presbítero Filipe, evangelista Elói Vieira, presbítero Nelson Guilharde, pastor Gilson Guilharde, pastor Benedito Catarino da Silva, pastor Divino João Pinheiro, pastor Antônio de Melo e o pastor Jaime Antônio de Souza.
No mês de agosto de 1983, tomava posse o novo Presidente do Campo Fama, o bispo Abigail Carlos de Almeida, sendo indicado pela Junta Conciliadora de Pastores do Estado de Goiás, sob a Presidência do pastor Divino Gonçalves dos Santos. O novo pastor do Campo recebeu um modesto rol de membros com cerca de duzentos nomes arrolados em todo o Campo, três pastores, um evangelista e como parte dos bens patrimoniais, dezesseis terrenos, sendo dois lotes na rua 33, Setor Fama, onde acolhia o templo sede e doze congregações em terrenos próprios.
A Igreja ao receber o bispo Abigail Carlos de Almeida, não seria capaz de imaginar o que estava por vir. Com sua singeleza e amabilidade, porém com um olhar firme e voz determinante, o Bp. Abigail conseguiu realizar dois grandes sonhos – primeiro: deixar Deus sempre no comando de sua vida; segundo: Transformar aquela pequena capela, da sede, numa das maiores representações da Assembleia de Deus.
Através de direção do Espírito Santo, formou seu corpo de obreiros e auxiliares imediatos, que a partir do momento estavam convocados por seu novo orientador espiritual a investir todos os esforços para uma nova fase, uma nova maneira de fazer a obra de Deus.

## Relações Intereclesiásticas
A igreja participa da Convenção Nacional das Assembleias de Deus Ministério Madureira (CONAMAD) em âmbito nacional, e em nível estadual, da CONEMAD-GO, tendo como presidente direto da convenção, o presidente bispo Manoel Ferreira.

## Eventos
A Assembleia de Deus Ministério Fama é uma das igrejas organizadoras da União da Mocidade das Assembleias de Deus de Goiás (UMADEGO), que é um evento que ocorre anualmente na cidade de Goiânia, em parceria com outras igrejas, como a Assembleia de Deus Campo de Campinas.  
A Igreja realiza anualmente a Marcha para Jesus em Goiânia, juntamente com a Assembleia de Deus Campo de Campinas, Igreja Apostólica Fonte da Vida, Igreja Videira, Igreja Luz para os Povos, entre outras. O eventos contou em 2013 com a participação de mais de 220 mil pessoas.

## Participação política
O bispo Abigail Carlos de Almeida declarou apoio a candidatura a reeleição do Governador do Estado de Goiás, Marconi Perillo em 2014.